# Kołtyniany (okręg wileński)
Kołtyniany (lit. Kaltanėnai) – miasteczko na Litwie, w okręgu wileńskim, w rejonie święciańskim, siedziba gminy Kołtyniany.
Kołtyniany leżą na Wileńszczyźnie, nad Żejmianą; do 1945 były siedzibą wiejskiej gminy Kołtyniany.

## Historia
W czasach zaborów miasteczko i folwark w gminie Łyngmiany, w powiecie święciańskim, w guberni wileńskiej Imperium Rosyjskiego. W 1866 roku miasteczko miało 202 mieszkańców w 22 domach; folwark – 8 mieszkańców, 1944 dziesięciny. W 1905 roku liczyło 155 mieszkańców, 32 dziesięciny.
W dwudziestoleciu międzywojennym miasteczko i majątek leżały w Polsce, w województwie wileńskim, w powiecie święciańskim, w gminie Kołtyniany.
W 1931:
- miasteczko w 41 domach zamieszkiwało 289 osób[3].
- majątek[a] w 3 domach zamieszkiwało 38 osób[3].
- zaścianek[b]. w 2 domach zamieszkiwały 22 osoby[3]

W 1900 w Kołtynianach urodził się Franciszek Orłowicz.